# Hydropsyche maderensis
Hydropsyche maderensis là một loài Trichoptera trong họ Hydropsychidae. Chúng phân bố ở miền Cổ bắc.